# Suze la Chapelle-Roobol

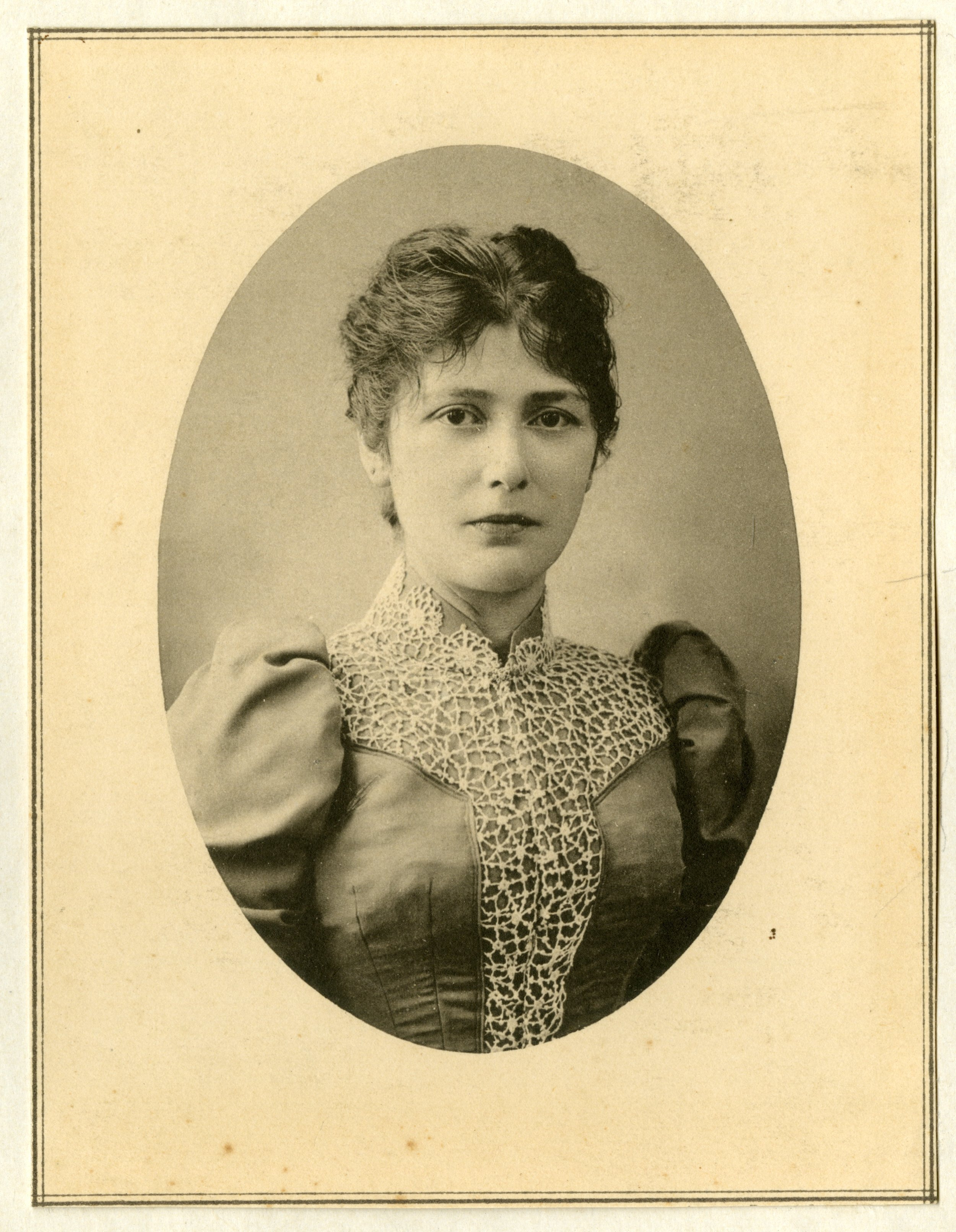
De schrijfster Suze La Chapelle-Roobol

Suze la Chapelle-Roobol (1856 - 1923) was een Nederlandse schrijfster en vertaalster uit Den Haag. Ze is de nicht van de vroegere toneeldirecteur van de Stadsschouwburg Amsterdam Cornelis Johannes Roobol en groeide op in het artistieke milieu van Den Haag. Tijdens haar kort huwelijk met Philippinus Celestinus la Chapelle (hij overleed na één jaar), werd haar zoon, de acteur Philippe la Chapelle, geboren. Haar achterkleindochter Nel Kars is ook actrice. 
In Duitsland is ze vooral bekend door het vierde deel van de meisjesboekenreeks Stijfkopje (Der Trotzkopf) dat ook in Nederland een groot succes kende. De roman werd in 1904 onder de titel Stijfkopje als grootmoeder bij Van Holkema & Warendorf gepubliceerd en verscheen een jaar later in Duitse vertaling onder de titel Trotzkopf als Großmutter. Het boek werd ook naar het Noors en het Hongaars vertaald.

## Werken
- Drie novellen, 1883.
- Echte en valsche steenen, 1884.
- Ondoordacht, 1885.
- Een luchtkasteel, 1886.
- Nora, 1887.
- De schoonmama en andere romans, 1893.
- IJdelheid, 1893.
- Eene misrekening, 1893.
- Moeder en zoon, 1896.
- Egoïsme, 1896.
- Schuldbesef, 1897.
- Een uit velen, 1898.
- De familie de Regt, 1899.
- Mevrouw Castendijk en haar nichtjes, 1900.
- Schuld, 1900.
- Voor't oog van de wereld, 1901.
- Ouders en kinderen, 1904.
- Stijfkopje als grootmoeder, 1905.
  - Vertaling: Trotzkopf als Großmutter. Duits door Anna Herbst. 1905
- Eene teleurstelling, 1905.
- Een sterfgeval, 1905.
- In tweestrijd, 1909
- Een boete : toneelspel in 4 bedrijven, 1910.
- Uit het leven, 1910.
- De gezusters Meienhof, 1912.
- Het voorbeeld, 1914.
- Een Waan, 1916.
- Het verleden, 1917.
- Vriendinnen, 1918.
- De familie van den Binckhorst, 1919.
- De sterkste band, 1920.
- Moeder en dochter, 1922.
- Het Japansche Huis, 1924.
- Weelde-Drang, 1924.
- Bartje, 1925.
- Het gelukskind, 1930.

## Vertalingen
Toneel
- Bernard, Tristan. “Engelsch zonder leermeester.” Geregisseerd door Cor van der Lugt Melsert. Vertaald door Suze la Chapelle-Roobol. NV Het Hofstad Tooneel. Theater Verkade, ’s-Gravenhage: 5 maart 1920.
- Valabréque, Albin. “Huwelijksgeluk. Blijspel in 3 bedrijven.” Vertaald door Mevrouw S. La Chapelle-Roobol. Koninklijk Hollandsche Schouwburg, Den Haag. 7 November 1890.

Romans
- Hodgett, J. Fred. Harold de jonge graaf. Een verhaal uit Oud-Engeland. Vertaald door Suze la Chapelle-Roobol. Utrecht: H. Honing, 1892.

- Biografisch Portaal: 77474420
- Digitale Bibliotheek voor de Nederlandse Letteren: chap003
- Gemeinsame Normdatei: 121692213
- International Standard Name Identifier: 0000 0003 6831 595X
- Nationale Bibliotheek van Israël: 987007310880205171
- Nederlandse Thesaurus van Auteursnamen: 07242303X
- Virtual International Authority File: 310516754
- WorldCat: E39PBJyh69t7yjXfVwM7hVJFKd